# Tremplin d'Inselberg
Le tremplin d'Inselberg est un tremplin de saut à ski situé à Brotterode en Allemagne.